# ジャクソン砦・セントフィリップ砦の戦い
ジャクソン砦・セントフィリップ砦の戦い（英: Battle of Forts Jackson and St. Philip）は、南北戦争開戦から1年が経過した1862年4月18日から28日、ニューオーリンズ占領を目指した北軍の重要な戦闘である。ミシシッピ川のニューオーリンズ市より下流にあった2つの南軍の砦を、北軍西メキシコ湾封鎖戦隊が攻撃した。これら砦が北軍戦隊の侵攻を遮っている限り、ニューオーリンズ市は安泰だったが、それが破られると、市までその進行を抑える手段が無かった。
ニューオーリンズ市はアメリカ連合国の中でも大きな都市であり、既に北から攻撃される脅威の下にあったが、さらに南からは北軍のデヴィッド・ファラガット提督が川からの北上を図った。南軍海軍は既に1861年10月12日のヘッドオブパッシーズの海戦で北軍戦隊を追い払ったことがあった。上流からの脅威はまだメキシコ湾ほど近づいて来ていなかったが、南軍はケンタッキー州やテネシー州で一連の敗北を喫し、バージニア州リッチモンドにあるアメリカ連合国陸軍省と海軍省はニューオーリンズの守備隊を他に回さざるを得なくなっていた。兵士や装備が引き抜かれたので、4月半ばまでに、2つの砦と、戦力的に問題のある砲艦の寄せ集めを除けば、ほとんど南には何も残っていなかった。北からの圧力を減らすこと無しに、エイブラハム・リンカーン大統領は南から海陸協働による攻撃に取り掛からせた。北軍陸軍は政治家将軍のベンジャミン・フランクリン・バトラーが率いる18,000名が出動した。北軍海軍は艦隊司令のデヴィッド・ファラガットが率いる西メキシコ湾封鎖戦隊の大部分が加わった。この戦隊には、デイビッド・ディクソン・ポーター海軍中佐の率いる臼砲搭載スクーナーと支援艦で構成される半自立の戦隊が補強した。
海軍の遠征隊はメキシコ湾のシップ島に集結した。準備ができると海軍の部隊が艦船を川に入れ、4月14日までに完了した。続いて砦に近い場所まで移動し、4月18日には臼砲による砦砲撃が始まった。
それに続いた戦闘は2つの部分に分けることができる。南軍の保持する砦に対して筏に載せた臼砲からほとんど効果の無い砲撃を行った段階、続いて4月24日夜にファラガットの戦隊の多くが砦下をうまく通り過ぎた段階だった。この通過の間に北軍の艦船1隻が失われ、他に3隻が後退したが、南軍の砲艦は事実上全滅させられた。その後のニューオーリンズ市侵攻は特に反撃も無く市の占領まで進み、南軍がその後も取り返すことが出来なかった重大で致命的ですらある打撃となった。砦は北軍戦隊が通過した後も残っていたが、ジャクソン砦の士気が落ちた兵士達が反乱を起こし、降伏することになった。

## 背景
ジャクソン砦とセントフィリップ砦はミシシッピ川沿いで密接に組み合わされた1組の砦だった。川がそこから八方に分かれてメキシコ湾に注ぐヘッドオブパッシーズからは40 km ほど上流にあり、ニューオーリンズ市からは約120 km 下流にあった。ジャクソン砦が右岸（通常なら西岸だが、ここでは南岸）、セントフィリップ砦が左岸（ここでは北岸）にあった。川の流れの関係でジャクソン砦がセントフィリップ砦よりも幾らか東に出ていた。帆船時代に侵略に対する防御のために設計されており、砦は船が速度を落とすことになる川の曲りに近く配されて、水路に臨む砦の177門の大砲で居ながらにして目標を狙い撃ちできるようになっていた。

### 北軍の準備
陸地にある砦は昔から海軍の大砲による攻撃では落とせないと考えられていたが、1861年11月7日のサウスカロライナ州ポートロイヤルの戦いで、幾らか弱点が見えてきていた。この戦闘の後、北軍海軍長官補佐グスタブス・V・フォックスは、南軍の海岸にある陣地に対して海軍を攻撃に使うよう圧力を掛け始めた。特に南部の大型都市ニューオーリンズ市に対してはメキシコ湾から襲撃するのが望ましいと強調していた。フォックスは、臼砲によって砦を完全に破壊できないまでも弱めてしまえば、比較的少ない陸軍部隊で砦を攻撃できると提案した。砦の力を落とし、陸軍が攻撃を掛けている間であっても、海軍が砦を通り過ぎ、ニューオーリンズ市に直接攻撃できるようになると主張した。
当初陸軍は総司令官のジョージ・マクレランという名で、この作戦に反対した。作戦の成功のためには最低3万とも5万とも考えられる部隊が必要になると考えられ、それは他の作戦、特にマクレランが当時指揮していたリッチモンドに対する半島方面作戦から戦力を割くことになると主張した。しかし、海軍長官のギデオン・ウェルズが政治家将軍のベンジャミン・バトラーをバトラーの名で遠征を実行させるといううたい文句で引き入れたときに陸軍の反対は無視された。ウェルズは、バトラーの支持を得て、エイブラハム・リンカーン大統領を説得し、作戦実行の命令を出させることができた。1862年2月23日、バトラーは「ニューオーリンズ攻撃において海軍と協力することを使命とする」陸上部隊の指揮にあたると告げられた。支配下に使える勢力はマクレランが当初推計していたよろもかなり削られ、僅か18,000名になっていた。
作戦を進行する前に海軍の編成も変更しなければならなくなった。1861年12月23日、メキシコ湾封鎖戦隊が東メキシコ湾と西メキシコ湾に分割された。西メキシコ湾封鎖戦隊を指揮させるためにウェルズ長官はデヴィッド・ファラガット海軍大佐を選んだ。その新任指揮官は1862年2月20日にメキシコ湾のシップ島に到着した。この日を方面作戦の開始日と考えることができる。
ファラガットには南軍から課された問題以外に2つの問題を解決する必要があった。1つはバトラーとその陸軍であり、単純にバトラーを無視することで解決した。陸軍はファラガットの作戦に入っていなかった。2つ目の問題はそれほど容易に解決できなかった。ファラガットの戦隊の一部は、ファラガットの乳兄弟であるデイビッド・ディクソン・ポーターが指揮する半自立の臼砲スクーナー船団だった。ポーターは海軍長官補佐のフォックスに話が通じる陰謀家であり、ファラガットは臼砲が無用だと証明されると個人的に強い信念を持っていたにも拘わらず、その臼砲を試させるしかなかった。
3月半ば、ファラガットは河口の砂州越しに艦船を動かし始めた。これは事故なしに進んだ。川の深さは予想された18フィート (5.8 m) ではなく、15フィート (4.5 m) しかなかった。少なくとも遠征隊の1隻、USSコロラドは喫水が深くて入れなかった。コロラドが川に入れなかったことで提示された、ファラガットにとって最も重大な問題は、使える戦力が減ったことではなく、時間の浪費の方が大きかった。コロラドが減ったことで、砂州の内側に入った戦隊は6隻の艦船と12隻の砲艦となった。
戦隊の艦船が無事に川に入った後、ポーターの26隻の臼砲スクーナーとそれに伴う艦船も3月18日から問題なく川に入った。翌月、ファラガットは砦の戦力を見極め、その射程を測り、水路にあるその他の障害の性質を判断し、最も効果的と考えられる位置に臼砲搭載船を配置し、艦船を戦闘状態に置いた。砦や南軍の砲艦から間歇的に砲撃がある中で、海軍に割り付けられ上陸して砦を遠距離から測量するように手配された沿岸調査局の兵士が、砲艦が水路のどこに停泊すべきかを示す浮標を置いた。4月18日、準備作業が完了した。

#### 北軍の指揮系統
ファラガットはその艦船が砦の下を通り過ぎる準備をしていた最後の日々で、戦隊を3つの部隊に編制した。このことはイギリス海軍では例外的なことでは全くなく、前衛、本隊、後衛と分けるのが通常の慣習だった。アメリカ海軍では南北戦争までこのような完全な艦隊を使うことが無かった。砲艦の第1部隊の指揮官はセオドラス・ベイリー海軍大佐に任された。ベイリーは艦隊全体の第2指揮官でもあり、ファラガットが行動不能になった場合はその指揮を引き継ぐことになっていた。砲艦第2部隊の指揮はヘンリー・H・ベル海軍大佐に与えられた。ファラガットは自ら第3の部隊の指揮を執った。

### 南軍の準備
リッチモンドの南軍陸軍省（長官はジュダ・P・ベンジャミン、後にジョージ・W・ランドルフ）のニューオーリンズ防衛に対する作戦では、初めから市に対する脅威は北から来るという考えで固まっていた。この考えを反映して市を守るために考えられた物資が、アイランドNo.10、ピロー砦、テネシー州メンフィスなどミシシッピ川の強固な地点に送られた。市に直接接する所は、例えばシャイローの戦いに導く遠隔の方面作戦に使用するために大砲が引き上げられており、実際に弱くなっていた。ニューオーリンズ地域から軍人として使える年齢の者も引き抜かれていた。南軍第1方面軍指揮官のマンスフィールド・ラベル少将は、遠隔地にいる上官よりもメキシコ湾で築き上げられたものに多くの信頼を置いていた。当時ミシシッピ川の南軍海軍を指揮した艦隊司令のジョージ・N・ホリンズは、個人的にはラベルに同意したが、その受けた命令は彼が考える所に従った行動を認めるものではなかった。
ジャクソン砦とセントフィリップ砦は、地元のジョンソン・K・ダンカン准将が指揮していた。守備隊兵士の平均的な質は、ラベルやダンカンが望んだほど高くはなかった可能性がある。武闘派兵士の多くは別の戦場に引き抜かれており、優柔不断な者や戦闘に不適な者が残っていた。ニューオーリンズは国際都市の部類であり、南軍の大半の部隊よりも外国生まれの兵士の比率が高かった。それでも特別な働きはしないまでも、その任務は果たすものと期待できるものがあった。
ニューオーリンズ市周りの砦は、川の通行を妨げるために川に渡して張られた防御用鎖2本で補強されていた。これら鎖は報告書によって「筏」と呼ばれたり、ダムと呼ばれたりしている。1本の鎖はニューオーリンズ市より上流に渡されており、今回の戦闘には効果が無かった。もう1本は砦群のすぐ下流に置かれ、そこを突破しようとする敵の艦船は砲架に曝されることになる。この障壁はもう一方よりかなり重要だった。当初ラベルが方面軍の指揮を執った直後に置かれたが、春の洪水で流れ下って来たゴミの重さにより切れてしまった。修繕されたものの、ラベルは当初のものほど良いものだとは考えていなかった。
もう1つの防御策は幾らかの船とボートであり、3つの組織に分けられ、共通の指揮官は居なかった。これらの内で火力最大のものは南軍海軍艦船の集まりだった。装甲艦CSSマナサス、CSSルイジアナ、CSSミシシッピの3隻、従来型の戦闘艦であり商船から転換されたCSSマクレイとCSSジャクソンの2隻、および武装していない支援船数隻だった。ルイジアナ州は暫定海軍としてCSSジェネラルクイットマンとCSSガバナームーアの2隻を備えた。3つ目の部隊は、河川防衛艦隊のコットンクラッド衝角艦6隻であり、通常は南軍州陸軍の一部だが、市民船長が指揮し、大半が市民の乗組員だった。その6隻はCSSウォリアー、CSSストーンウォールジャクソン、CSSディファイアンス、CSSレゾリュート、CSSジェネラルラベル、CSSジェネラルブレッキンリッジ（R・J・ブレッキンリッジとも呼ばれた）だった。さらに幾らかの曳船と非武装港湾用船舶があり、その中でもCSSベルアルジェリンとCSSモシャーは、この戦闘で果たした役割で言及されるべきものである。

#### 南軍海軍の指揮
ミシシッピ川下流の狭い水域に3つの異なる組織があることで、艦隊指揮の状況は既にまずい状態にあったが、下流のファラガットの戦隊が形成されたことが明らかになったときは、さらに悪化し始めた。艦隊司令のホリンズはこのときメンフィス近くにいた。メンフィスは当時南軍が保持した川沿いの最北の地であり、陸軍省はその維持のために何ら力を割くことができないと言っていた。ホリンズはメキシコ湾からの脅威がリッチモンドが考えているものよりも厳しいことが分かっていたので、ラベル将軍からニューオーリンズの防衛のために戻ってくるよう要請があった時には応じる用意があった。まだメンフィスに居るときに、リッチモンドに電報を打って、ファラガットの戦隊が砂州を通過するために軽くされている状態の時にその艦船を攻撃する許可を求めていた。その要請はあまりに強硬だったので、実際上不服従と解釈された。ホリンズはリッチモンドに呼び出され、表面上は検査委員会任務ということだったが、事実上現役任務から外されていた。以前からの設定により、ニューオーリンズ近辺での南軍海軍艦船の指揮は、この時まで海軍造船所の指揮官だったウィリアム・C・ウィットルに渡されることになった。ウィットルはその新しい任務を全て独力で処理できるとは考えてもいなかったので、4月18日にCSSマクレイ、ジャクソン、マナサスとその支援艦船の指揮を副司令官であるジョン・K・ミッチェル海軍中佐に渡した。これらの艦船は全て当時進水している南軍海軍の艦船であり、ルイジアナとミシシッピはまだ進水しておらず、明白にウィットルやミッチェルの指揮下には無かった。後に、ルイジアナが進水してまだ完工はしていない時に、ミッチェルの支配下に組み入れられた。
ラベル将軍は水上にある全ての艦船がミッチェル中佐からの命令を受けるように命令することで、指揮上の混乱を避けようとした。しかし河川防衛艦隊の指揮官ジョン・A・スティーブンソンは海軍の命令受け入れを拒んだ。スティーブンソンは軍事的なことよりも契約上のことで、陸軍に対するその戦隊の関係があったので、反乱と見られる行動を避けることができた。

## 戦闘

### 第一段階: 艦砲射撃、4月18日から23日
ポーターの21隻臼砲スクーナー戦隊は4月18日に配置についた。まだ残っていた障害鎖より下流の川岸近くに置かれた。その頂部はカモフラージュのために草木で覆われた。その大砲を発砲した衝撃でカモフラージュが取れた場合には直ぐに補われた。早朝から砲撃を開始し、1日中一定間隔で発砲を続けた。ポーターは各臼砲から撃ち出される砲弾を10分に1発と決めていた。こうすると砲撃の時間を通じて常に1発は空中に砲弾があるということになった。この発砲間隔は保つことができなかったが、初日に1,400発以上が発射された。その後の日々の発砲間隔は幾らか小さかった。
砲弾に備えた導火線は頼りにならないことが分かった。多くの砲弾が早過ぎる爆発を起こしていた。この問題に対処するために砲撃の2日目以降は、ポーターが全ての導火線を最大長さに切るよう命じた。これによって砲弾が着地した後に爆発するようになった。柔らかい土に沈み込んだので、爆発の効果が弱められた。
ジャクソン砦はおそらく北軍の臼砲から近かったためにフィリップ砦よりも多くの損傷を受けたが、それでもまだ最小の被害だった。大砲7門が使用できなくなっただけであり、砲撃で戦死した兵士は2名のみだった。ポーターの艦船に向けた反撃も同じくらい効果が薄かった。スクーナー1隻が沈み、1人が敵の砲弾で死んだ、他に索具からおちて1人が死んだ。
ポーターはウェルズとフォックスに、臼砲戦隊であれば敵の両砦を48時間以内にボロボロにしてみせると安請け合いしていた。実際にはそうならず、砦の戦闘能力にほとんど変化が無く、戦闘後に行ったジャクソン砦の調査でも損傷を次のように報告していた。
| 「 | 砦に近くいたスカウ（平底運搬船）とボートは3隻の小さなものを除いて全て沈んだ。跳ね橋、赤熱弾用炉、清水タンクが破壊された。砲郭の床は水が溢れ、土手が壊れていた。テントを張るための床は全て火災か砲弾で壊れていた。砲郭は全てひび割れ（一部の屋根は完全に壊れていた）、たくさんのレンガが多くの場所で剥がれていた。砦の外壁は上から下までひび割れ、日光が指していた。大砲4門が外され、砲架11台と砲床と横木30個が損傷していた。砦の地面と土手に1,113発の迫撃弾と87発の砲丸が数えられた。計算では3,339発の迫撃弾が溝に落ちており、防御の一部に溢れていた。砦の上空で1,080発の破裂弾が爆発していた。総計7,500発が砦に打ち込まれた。 | 」 |

南軍の砦を指揮していたダンカン准将は、4月18日初日のジャクソン砦の被害を次の様に説明していた。
| 「 | 稜堡の中の兵舎はその日早くに砲撃されて燃え落ちた。砦に入っていない兵舎は直ぐに焼けた。砦はその日の前半で何度か火がつき、その度に消したが、後には炎を消すのが不可能になったので、敵が砲撃を止めたときに大いに燃えていた。一度は火が付いたと報告があった火薬庫を大いに危険な状態にしていた。兵士の多くや士官の大半はこれらの火事でベッドや衣類を失い、洪水の不快感を増させることになった。臼砲弾は正確であり恐ろしかった。砲弾の多くが砦内のあらゆる所に落ちてきて、我々の大砲を幾つか不能にした。 | 」 |

ダンカン将軍はその日に2,997発の臼砲弾が放たれたと報告した。
この種の損失は、ジャクソン砦内に常に高潮で水が溢れたことと組み合わされ、砦内の生活を惨めなものにした。ジメジメして部分的に浸水した砲郭の中だけが臼砲弾の破片や落ちて来る屑から安全でいられた。避難所、食料、毛布、眠るための宿舎、飲料水が無くなり、数多く反撃できない砲弾の抑圧的な効果は耐えがたいものだった。病気や常に付きまとう蝕むような恐怖と組み合わされ状態は絶対的に士気を下げるものだった。これらの要素が4月28日のジャクソン砦守備兵におきた反乱に繋がった。この反乱はニューオーリンズ市から下流の抵抗が破られたことに続いて始まった。セントフィリップ砦も降伏し、CSSルイジアナが爆破され、ポンチャートレイン湖の南軍艦隊までが捕獲を免れるために破壊された。士気の全体的崩壊は反乱と共に始まり、北軍海軍によるニューオーリンズ市占領を単純化させた。
南軍当局は、海軍の装甲艦、特にCSSルイジアナが、このとき経験しているような襲撃に対して川を難攻不落にすると以前から信じていた。ルイジアナはまだ完工していなかったが、ラベルとダンカン両将軍はウィットル准将に準備を急がせた。ウィットルはその健全な判断に逆らう彼らの願望に合わせ、時期尚早な艦を進水させ、まだ艤装工事が続いているままにミッチェルの艦隊に付け加えた。砲撃の2日目に曳航されて（あまりに遅かった、その所有者はその推進機関が強くないので流れに逆らえないことがわかった）、セントフィリップ砦から上流の左岸にあった所定の場所に移され、事実上浮き砲台になった。その装甲ではポーターの臼砲から落ちて来る砲弾に対して守れないので、ミッチェルは近くに動かせなかった。しかし、その大砲が角度を上げられなかったので、砦の下に留まっている限り敵に圧力を与えられなかった。
砲撃が数日間続いた後、砦からの反撃が緩む気配を示さなかったので、ファラガットは独自の作戦を実行し始めた。4月20日、砲艦の内USSキネオ、USSイタスカ、USSピノラの3隻に川を封鎖している鎖を切るよう命じた。この3隻は鎖を除去できなかったが、艦隊司令の目的には十分な大きな隙間を明けることができた。
ファラガットは様々な理由で4月24日早朝まで攻撃を開始できないでいた。

### 第二段階: 砦下の通過
ファラガットは砦下を通り過ぎるという決断をし、ベイリー大佐の第1砲艦部隊に2隻の艦船を加え、それによって自身の部隊のシップを無くすという修正を加えた。この変更後、艦隊の配置は次のようになった。
第1部隊、セオドラス・ベイリー大佐: USSカユガ、USSペンサコーラ、USSミシシッピ、USSオネイダ、USSバルナ、USSカターディン、USSキネオ、USSウィサヒッコン
第2部隊、艦隊司令デヴィッド・ファラガット: USSハートフォード、USSブルックリン、USSリッチモンド
第3部隊、ヘンリー・H・ベル大佐: USSサイオタ、USSイロコイ、USSケネベック、USSピノラ、USSイタスカ、USSウィノナ
シップのUSSポーツマスは臼砲スクーナー隊を守るために残された。
砦下を過ぎるとき、艦隊は2列になった。右列はセントフィリップ砦に向かって砲撃し、左列はジャクソン砦に砲撃することにした。砦に対して止まったりノロノロ行ったりすることは無く、できる限り速く通り過ぎることとした。ファラガットは、暗闇と煙の組み合わせで砦の砲手の照準を狂わせることを期待した。各艦船は比較的無傷で通り過ぎられるはずだった。
4月24日午前3時頃、艦隊は前進を開始し、水路を遮っていた鎖の隙間に向かった。この障害物を過ぎると間もなく、砦の哨兵が艦隊を視認し、即座に使える限りの火力を使って砲撃を開始した。ファラガットが期待していたように、その狙いが定まらず、艦隊にはほとんど損傷が与えられなかった。もちろんファラガットの方の砲手も狙いが悪く、砦の方にも損傷はほとんど無かった。隊列の後方にいた砲艦3隻が引き返した。イタスカはボイラーに砲弾を受けて航行不能となり、漂流して戦場から抜けた。他にピノラとウィノナは、夜明けになったために引き返したが、砦の大砲が効果を表したからではなかった。
南軍の艦隊は戦闘のこの段階でほとんど関われなかった。CSSルイジアナはその大砲を使うことが出来たが、ほとんど効果は無かった。装甲衝角艦CSSマナサスは直ぐに駆けつけて敵と渡り合ったが、砦の砲手はマナサスと北軍艦隊の区別がつかず、友艦に向かっても敵艦に向かっても見境無く砲撃した。その艦長であるアレクサンダー・F・ウォーリー中佐は、北軍艦隊に砲撃されたときのみ攻撃できるよう川の上流に後退させた。
砦下を過ぎると、北軍隊列の先頭は南軍艦船数隻による攻撃を受けるようになり、隊列の後方ではまだ砦からの砲撃を潜ってきている状態になった。南軍の艦船は指揮系統が乱れていたためにその動きに協調性がなく、戦闘は艦船同士1対1の争いに変わっていった。
CSSマナサスは、USSミシシッピとUSSブルックリンに衝角攻撃を行ったが、どちらも航行不能までにはならなかった。夜が明けると自艦が北軍艦船の間に入ってしまい、どちらにも攻撃できないことが分かったのでウォーリー艦長は座礁させることを命じた。乗組員は艦を放棄し、火を点けた。後にマナサスは火が付いたままバンクを離れて漂い出し、最後はポーターの臼砲スクーナーの見ている前で沈んだ。
タグボートのモシャーが火のついた筏を北軍旗艦USSハートフォードの方に押して行ったが、ハートフォードの舷側砲によって沈められた。ハートフォードは火のついた筏を避けようとしていてセントフィリップ砦から上流のそれ程遠くない位置で座礁した。砦の大砲から射程内にあったが、砦からは撃ってこなかったので、先ず炎を消し、ほとんど損傷が無いままでバンクから離脱できた。
CSSガバナームーアは戦闘に入りながら混乱し、南軍のタグボートベルアルジェリンに突っ込んで沈めてしまった。北軍艦隊の攻撃に向かうと、USSバルナが1隻はぐれているのを見つけた。それから長い追跡が始まり、両艦は帆走を続けながら砲撃戦を行った。この追跡の間に乗組員の多くを失ったにも拘わらず、最後はバルナに衝角攻撃を行うことができた。河川防衛艦隊のコットンクラッド衝角艦CSSストーンウォールジャクソンも衝角攻撃を行った。バルナは沈む前にバンクに近い浅い水域に辿り着いた。この戦闘中に北軍が唯一失った艦船となった。ガバナームーアのビバリー・ケノン艦長は戦闘を続けたが、その操舵手は十分戦ったと考え、艦を座礁させた。ケノンはその操舵手の方が正しいと認識し、それ以上は何もできないと考えたので、艦の放棄と放火を命じた。
CSSマクレイは北軍艦隊の数隻と交戦したが、太刀打ちできないまま艦長のトマス・B・フーガー中佐も致命傷を負った。マクレイ自艦にも大きな穴が開き、戦闘では生き残ったが、後にニューオーリンズの係留地で沈んだ。
南軍艦隊の他の艦は北軍艦隊に危害を与えられないまま、その多くは敵の攻撃か、自身の手によって沈んだ。マクレイ以外に残ったのはCSSジャクソン、衝角艦CSSディファイアンス、輸送船CSSダイアナだった。非武装の補給船2隻は砦近くにいた臼砲戦隊に降伏した。ルイジアナも生き残ったが、降伏よりも自沈を選んだ。
北軍海軍はこの砦下通過で1隻を失ったが、南軍は12隻を失っていた。

## ニューオーリンズ市と砦の降伏
北軍艦隊はチャルメットで僅かばかりの抵抗を受けただけで、その後はニューオーリンズ市まで真っ直ぐ向かった。残っていた14隻の艦船が4月25日午後にニューオーリンズの前に到着し、市を砲撃できる態勢を整えた。その間にラベル将軍は市内にいた部隊を脱出させたので、防御は不可能になっていた。恐慌に捉われた市民が店舗に押し入り綿花などの物資を焼きウォータフロントの多くを破壊した。未完成だったCSSミシシッピは大急ぎで進水され、メンフィスまで曳航されることが期待されたが、タグボートが見つからなかったので、艦長の命令で焼かれた。ファラガットは市の降伏を要求した。市長と市政委員会は不快な任務をラベルに任せようとしたが、ラベルがそれを押し返した。無益な交渉が3日間続いた後、ファラガットが士官2人を水兵と海兵の分遣隊と共に上陸させた。彼らは税関に向かい、そこで州旗を降ろし、アメリカ合衆国国旗を掲揚した。それが市の北軍に対する公式回答となった。

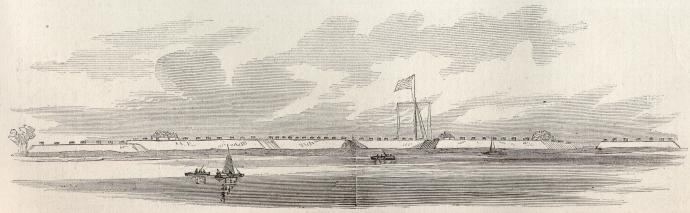
セントフィリップ砦、1862年

一方バトラー将軍は、その部隊にファラガットの後塵となった砦への攻撃準備を行わせていた。ポーター中佐がこの時砦より下流にある戦隊の指揮を執っており、砦に降伏要求を送ったが、ダンカン将軍が拒否した。このためにポーターは再度砦に対する砲撃を開始したが、このときはバトラーが攻撃するための準備だった。しかし4月29日夜、ジャクソン砦の守備隊が反乱を起こし、それ以上耐えられないと意思表示した。セントフィリップ砦は反乱に加わらなかったが、2つの砦は相互依存しており、影響を免れなかった。ダンカンは戦闘を続けられないと判断し、翌日に降伏した。
この時がCSSルイジアナの最後だった。艦長のミッチェルは砦近くの南軍海軍を代表しており、降伏交渉に関わらなかった。それ故に宣言された休戦を守る義務はないと判断したので、ルイジアナの破壊を命じた。火を点けた後に纜を解き、下流に下って、セントフィリップ砦の下を過ぎる時に爆発した。その爆発が強烈だったので、砦の兵士1名を殺した。

## 戦闘の後
ジャクソン砦とセントフィリップ砦はミシシッピ川下流の南軍防衛にとって中核だったので、南軍がそれらを喪失したことは、メキシコ湾とメンフィスの間で立ち塞がるものが無くなったことを意味していた。ファラガットはこの戦闘で艦船が受けた損傷を修繕させるのに数日を費やした後、川沿いにある他の都市に降伏を要求するために遠征隊を派遣した。バトンルージュとナチェズの町が有効な防御手段も無いまま、要求に従った。しかし、ヴィックスバーグでは、崖の上にある南軍の要塞に艦砲が届かず、遠征隊に同道した小さな陸上部隊のみでは降伏を強制できなかった。ファラガットは包囲戦を始めたが、川の水位が減り始めて喫水の深い艦船に脅威となったので、後退を強いられた。ヴィックスバーグを落とすにはさらに1年の日月を要した。
この戦闘によってニューオーリンズ市が落ちたことは、ヨーロッパ列強、特にイギリスとフランスが、外交的にアメリカ連合国を認知することを思いとどまらせた。海外にあったアメリカ連合国代理人はニューオーリンズ市が落ちたという知らせが入った後、応対があるとしても概して冷やかに受け止められたと述べていた。

### 関連図書
- Rhodes, James Ford (1917). History of the Civil War
MacMillian & Co., New York, Boston, London, p. 467, E'Book [note 1]
- Schouler, James (1899). History of the civil war, 1861-1865: being vol. VI of History of the United States of America, under the constitution
Dodd, Meade & Co., New York, p. 699, E'Book [note 2]
- Albert Gaius Hills and Gary L. Dyson (ed.), "A Civil War Correspondent in New Orleans, the Journals and Reports of Albert Gaius Hills of the Boston Journal." McFarland and Company, Inc.(2013) ISBN 978-0-7864-7193-5.

### 関連図書註
1. ↑  Awarded the Pulitzer Prize in History in 1918: Extensive coverage of Naval theater, Blockade runners of the American Civil War, David Farragut, David Dixon Porter etc
2. ↑  Extensive coverage of Naval theater, Blockade runners of the American Civil War, David Farragut, David Dixon Porter etc